# Serica sparsa
Serica sparsa är en skalbaggsart som beskrevs av Gilbert John Arrow 1946. Serica sparsa ingår i släktet Serica och familjen Melolonthidae. Inga underarter finns listade i Catalogue of Life.